# Холо
Холо (англ. Jolo) — остров вулканического происхождения на юго-западе Филиппин, в составе архипелага Сулу, протянувшегося между островами Минданао и Борнео (Калимантан). Площадь острова 868,5 км². Население острова Холо составляет приблизительно 447 700 человек (2000). Главный город острова, а также административный центр провинции Сулу — Холо.